# São Bartolomeu dos Galegos e Moledo
São Bartolomeu dos Galegos e Moledo (llamada oficialmente União das Freguesias de São Bartolomeu dos Galegos e Moledo) es una freguesia portuguesa del municipio de Lourinhã, distrito de Lisboa.

## Historia
Fue creada el 28 de enero de 2013 en aplicación de una resolución de la Asamblea de la República de Portugal promulgada el 16 de enero de 2013 con la unión de las freguesias de Moledo y São Bartolomeu dos Galegos, pasando su sede a estar situada en la antigua freguesia de São Bartolomeu dos Galegos.

## Demografía
| Gráfica de evolución demográfica de São Bartolomeu dos Galegos e Moledo entre 2011 y 2021 |
|                                                                                           |
| Datos según el nomenclátor publicado por el INE portugués.                                |